# Pritoka
Pritoka är ett samhälle i Bosnien och Hercegovina.   Det ligger i entiteten Federationen Bosnien och Hercegovina, i den västra delen av landet, 220 km nordväst om huvudstaden Sarajevo. Pritoka ligger 228 meter över havet och antalet invånare är 733.
Terrängen runt Pritoka är huvudsakligen kuperad, men åt nordväst är den platt. Pritoka ligger nere i en dal. Runt Pritoka är det ganska tätbefolkat, med 83 invånare per kvadratkilometer.. Närmaste större samhälle är Bihać, 5,0 km väster om Pritoka. 
Omgivningarna runt Pritoka är en mosaik av jordbruksmark och naturlig växtlighet.